# Aloe picta
Aloe picta é uma espécie de liliopsida do gênero Aloe, pertencente à família Asphodelaceae.